# Urosphena subulata
Urosphena subulata là một loài chim trong họ Cettiidae.